# Okres Gönc
Okres Gönc (maďarsky Gönci járás) je okres v severovýchodním Maďarsku v župě Borsod-Abaúj-Zemplén. Jeho správním centrem je město Gönc. Okres patří k nejchudším regionům Maďarska, místní nezaměstnanost přesahuje dokonce 20 %. Na jeho území se nachází řada památek. Jednou z nich je hrad Regéc nebo 900 let starý kostel v obci Göncruszka. Rozloha okresu je 549,60 km²

## Sídla a lidé
V okrese je celkem 32 obcí, z toho dvě města. V tabulce jsou počty obyvatel v lednu roku 2012.
|    | Jméno obce      | Typ obce  | Obyvatel | Rozloha (km2) |  |  |  |  |    | Jméno obce    | Typ obce | Obyvatel | Rozloha (km2) |
| -- | --------------- | --------- | -------- | ------------- |  |  |  |  | -- | ------------- | -------- | -------- | ------------- |
| 1  | Gönc            | okr.město | 1 951    | 37,27         |  |  |  |  | 17 | Hernádcéce    | vesnice  | 210      | 9,91          |
| 2  | Abaújszántó     | město     | 3 088    | 47,36         |  |  |  |  | 18 | Hernádszurdok | vesnice  | 178      | 4,48          |
| 3  | Abaújalpár      | vesnice   | 76       | 8,48          |  |  |  |  | 19 | Hidasnémeti   | vesnice  | 1 062    | 16,07         |
| 4  | Abaújkér        | vesnice   | 667      | 17,28         |  |  |  |  | 20 | Kéked         | vesnice  | 171      | 13,01         |
| 5  | Abaújvár        | vesnice   | 206      | 7,35          |  |  |  |  | 21 | Korlát        | vesnice  | 295      | 7,91          |
| 6  | Arka            | vesnice   | 73       | 9,49          |  |  |  |  | 22 | Mogyoróska    | vesnice  | 78       | 19,17         |
| 7  | Baskó           | vesnice   | 183      | 29,63         |  |  |  |  | 23 | Pányok        | vesnice  | 47       | 8,46          |
| 8  | Boldogkőújfalu  | vesnice   | 544      | 10,98         |  |  |  |  | 24 | Pere          | vesnice  | 333      | 9,53          |
| 9  | Boldogkőváralja | vesnice   | 1 084    | 22,00         |  |  |  |  | 25 | Regéc         | vesnice  | 100      | 27,21         |
| 10 | Felsődobsza     | vesnice   | 882      | 15,23         |  |  |  |  | 26 | Sima          | vesnice  | 25       | 4,88          |
| 11 | Fony            | vesnice   | 343      | 40,56         |  |  |  |  | 27 | Tállya        | vesnice  | 1 905    | 37,94         |
| 12 | Gibárt          | vesnice   | 374      | 5,33          |  |  |  |  | 28 | Telkibánya    | vesnice  | 555      | 46,82         |
| 13 | Golop           | vesnice   | 523      | 9,43          |  |  |  |  | 29 | Tornyosnémeti | vesnice  | 445      | 14,06         |
| 14 | Göncruszka      | vesnice   | 623      | 16,69         |  |  |  |  | 30 | Vilmány       | vesnice  | 1 348    | 12,51         |
| 15 | Hejce           | vesnice   | 268      | 9,52          |  |  |  |  | 31 | Vizsoly       | vesnice  | 786      | 18,40         |
| 16 | Hernádbűd       | vesnice   | 135      | 5,91          |  |  |  |  | 32 | Zsujta        | vesnice  | 164      | 6,73          |

V lednu roku 2012 žilo v okrese 18 722 obyvatel. Obyvatelé se zabývají především zemědělstvím (vinná réva, ovoce, pšenice, kukuřice) a živočišnou výrobou.